# Ciclismo nos Jogos Pan-Americanos de 1995
As competições de ciclismo nos Jogos Pan-Americanos de 1995 foram realizadas em Mar del Plata, Argentina. Esta foi a décima segunda edição do esporte nos Jogos Pan-Americanos. Houve sete eventos masculinos e quatro femininos.

## Masculino

### Corrida individual 1.000 m (Pista)
| POSIÇÃO | CICLISTA              |
| ------- | --------------------- |
|         | Marty Nothstein (USA) |
|         | Marcelo Arrue (CHI)   |
|         | Gil Cordovés (CUB)    |

### Contra o relógio individual 1.000 m (Pista)
| POSIÇÃO | CICLISTA            |
| ------- | ------------------- |
|         | Gil Cordovés (CUB)  |
|         | Erin Hartwell (USA) |
|         | Gene Samuel (TRI)   |

### Corrida de pontos (Pista)
| POSIÇÃO | CICLISTA             |
| ------- | -------------------- |
|         | Brian Walton (CAN)   |
|         | Milton Wynants (URU) |
|         | Juán Merhed (PUR)    |

### Perseguição individual de 4.000 m (Pista)
| POSIÇÃO | CICLISTA           |
| ------- | ------------------ |
|         | Kent Bostick (USA) |
|         | Walter Pérez (ARG) |
|         | Brian Walton (CAN) |

### Perseguição por equipes de 4.000 m (Pista)
| POSIÇÃO | CICLISTA       |
| ------- | -------------- |
|         | Estados Unidos |
|         | Cuba           |
|         | Brasil         |

### Corrida individual (Estrada)
| POSIÇÃO | CICLISTA               |
| ------- | ---------------------- |
|         | Brian Walton (CAN)     |
|         | Mariano Friedick (USA) |
|         | Fred Rodriguez (USA)   |

### Contra o relógio individual (Estrada)
| POSIÇÃO | CICLISTA                 |
| ------- | ------------------------ |
|         | Clay Moseley (USA)       |
|         | Jesús Zárate (MEX)       |
|         | Servando Figueredo (URU) |

### Mountain Bike (MTB)
| POSIÇÃO | CICLISTA             |
| ------- | -------------------- |
|         | Tinker Juarez (USA)  |
|         | Andrés Brenes (CRC)  |
|         | Sandro Miranda (ARG) |

## Feminino

### Corrida individual 1.000 m (Pista)
| POSIÇÃO | CICLISTA                |
| ------- | ----------------------- |
|         | Tanya Dubnicoff (CAN)   |
|         | Connie Paraskevin (USA) |
|         | Nancy Contreras (MEX)   |

### Perseguição individual de 3.000 m (Pista)
| POSIÇÃO | CICLISTA                    |
| ------- | --------------------------- |
|         | Jane Eickhoff (USA)         |
|         | Yoanka González Pérez (CUB) |
|         | Belem Guerrero Méndez (MEX) |

### Corrida de pontos individual de 3.000 m (Pista)
| POSIÇÃO | CICLISTA             |
| ------- | -------------------- |
|         | Jane Eickhoff (USA)  |
|         | Belem Guerrero (MEX) |
|         | Dania Pérez (CUB)    |

### Corrida individual (Estrada)
| POSIÇÃO | CICLISTA           |
| ------- | ------------------ |
|         | Jeanne Golay (USA) |
|         | Clara Hughes (CAN) |
|         | Yacel Ojeda (CUB)  |

### Contra o relógio individual (Estrada)
| POSIÇÃO | CICLISTA           |
| ------- | ------------------ |
|         | Dede Barry (USA)   |
|         | Yacel Ojeda (CUB)  |
|         | Clara Hughes (CAN) |

### Mountain Bike (MTB)
| POSIÇÃO | CICLISTA            |
| ------- | ------------------- |
|         | Alison Sydor (CAN)  |
|         | Juli Furtado (USA)  |
|         | Jimena Florit (ARG) |

## Quadro de medalhas
| Posição | Nação                 |    |    |    | Total |
| ------- | --------------------- | -- | -- | -- | ----- |
| 1       | USA Estados Unidos    | 9  | 4  | 1  | 14    |
| 2       | CAN Canadá            | 4  | 1  | 2  | 7     |
| 3       | CUB Cuba              | 1  | 3  | 3  | 7     |
| 4       | MEX México            | 0  | 2  | 2  | 4     |
| 5       | ARG Argentina         | 0  | 1  | 2  | 3     |
| 6       | URU Uruguai           | 0  | 1  | 1  | 2     |
| 7       | CHI Chile             | 0  | 1  | 0  | 1     |
| 7       | CRC Costa Rica        | 0  | 1  | 0  | 1     |
| 9       | BRA Brasil            | 0  | 0  | 1  | 1     |
| 9       | PUR Porto Rico        | 0  | 0  | 1  | 1     |
| 9       | TRI Trinidad e Tobago | 0  | 0  | 1  | 1     |
| Total   | Total                 | 14 | 14 | 14 | 42    |

## Ligação externa
- Resultados
- Resultados HickokSports.com